# Akhmenu
| G25 · Aa1 | mn · n · W24 · W24 · W24 |

| G25 · Aa1 | mn · n · W24 · W24 · W24 |

L'Akhmenu, o Temple de les Festes de Tuthmosis III, era un temple funerari fet construir per Tuthmosis III l'any 23 del seu regnat i acabat 7 anys més tard dins el recinte d'Amon-Ra del conjunt de temples de Karnak per a commemorar la festa Heb Sed, que simbolitzava el renaixement o la renovació de la força física i l'energia sobrenatural del faraó.

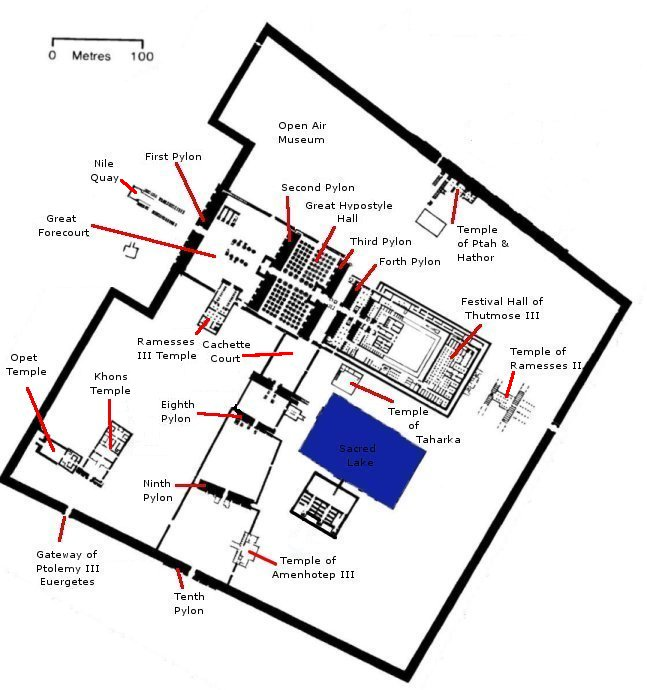
Akhmenu en el Recinte d'Amon-Ra. Conjunt de temples de Karnak

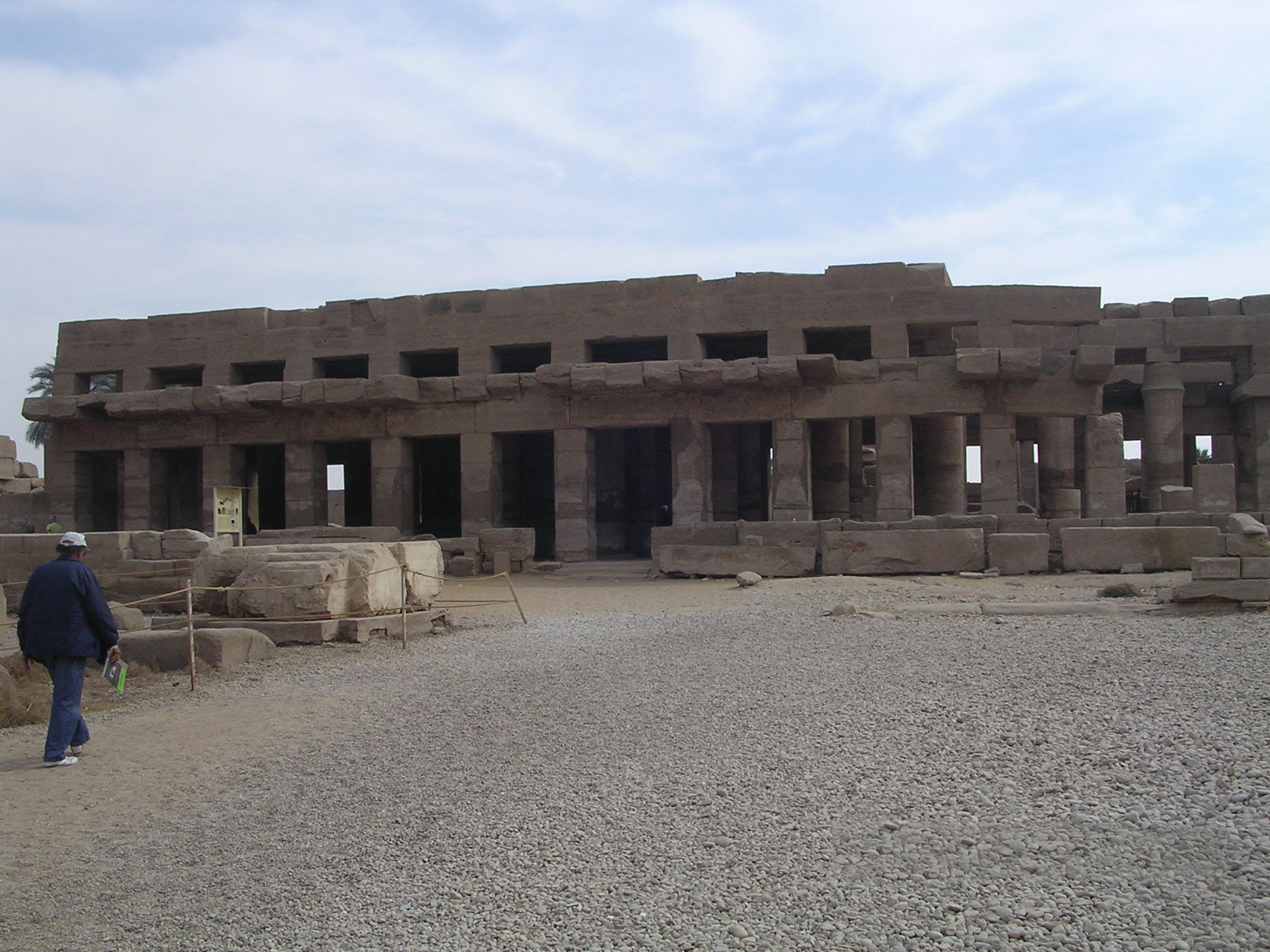
Akhmenu, temple funerari de Tuthmosis III vist des del denominat Pati del Regne Mitjà

Es tradueix com 'el més gloriós dels monuments', però també és una altra traducció la de 'monument a l'esperit vivent' perquè akh pot significar 'gloriós o beneït esperit vivent' (per exemple, Akh-en-aton es tradueix sovint com 'l'esperit vivent d'Aton').
És a l'extrem oriental de la via processional, precedit pel denominat Pati de l'Imperi Mitjà. De forma rectangular, tot i ser construït originàriament per a celebrar el jubileu (Heb-Sed) de Tuthmosis III, després també s'utilitzà en la festa anual d'Opet.

## Disposició del temple

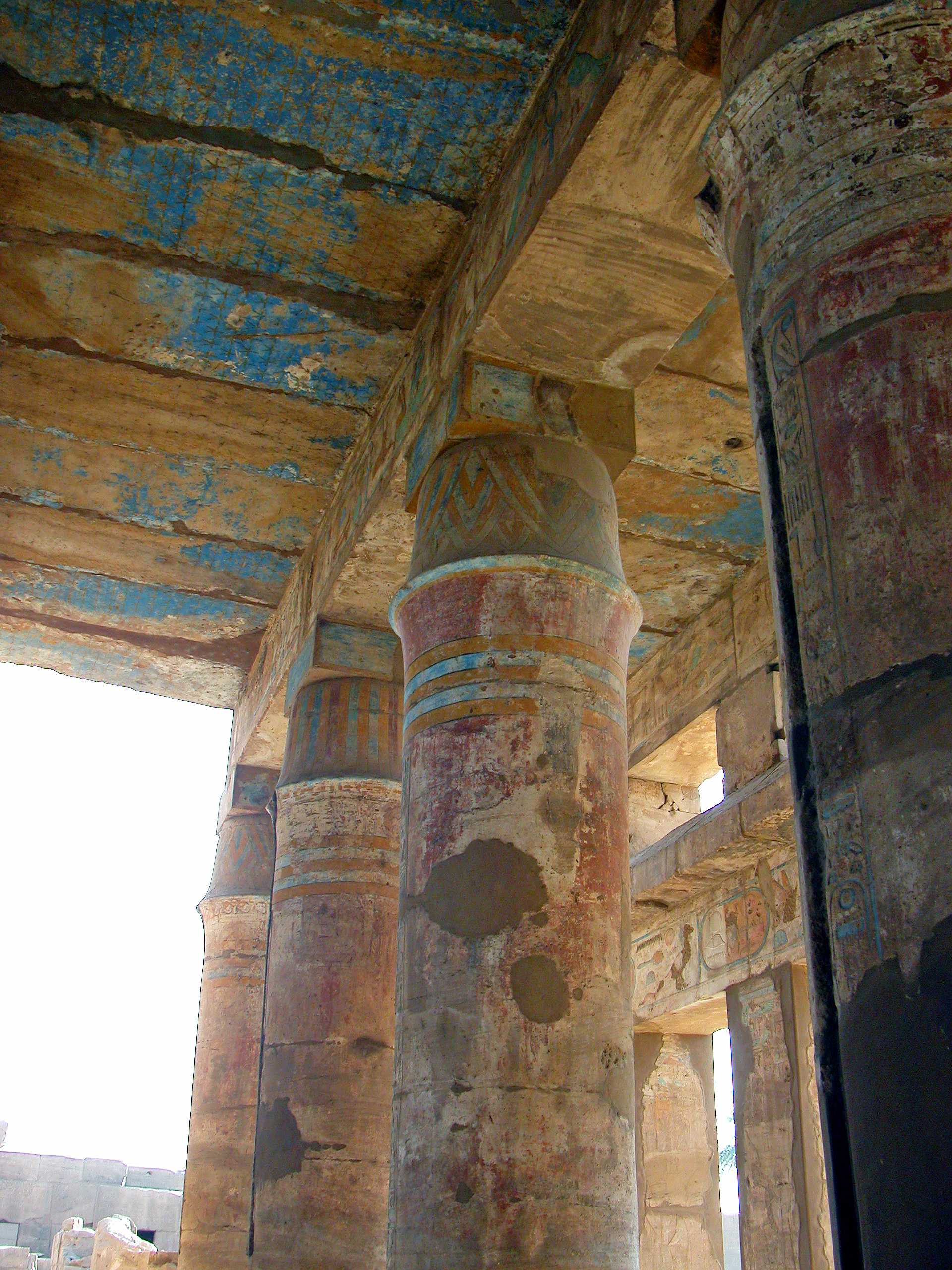
Columnes i sostre de la Gran Sala de la festa Heb Sed

L'entrada originària a l'edifici es feia per una porta flanquejada per dues columnes poligonals de setze costats i dos colossos osiríacs del faraó, pel cantó sud-est del Pati del Regne Mitjà i no per l'eix principal oest-est. Hi ha un llarg corredor, decorat al costat nord amb escenes del jubileu reial, que comunica amb nou petites cambres que eren magatzems on es conservaven les ofrenes i l'equip ritual del sacerdoci. Als murs apareixen relleus que representen el que havia de contenir cada sala: pa, gots rituals, vi...
Cap al nord de l'entrada hi ha un petit vestíbul i una saleta coneguda com la Capella dels Avantpassats, on hi havia la famosa Llista Reial de Karnak, en què apareix una selecció de 61 reis asseguts, anteriors a Tuthmosis III, que els fa ofrenes, començant per Snefru, de la Dinastia IV del Regne Antic.
També cap al nord, s'arriba a la Gran Sala del Heret-ib, de 44 m d'amplada X 16 m de llarg, composta per 32 pilars i dues files internes de 10 columnes, que suporten el sostre de la nau central, més alt que el subjectat pels pilars, la qual cosa permet penetrar-hi la llum. Les columnes són úniques en l'arquitectura egípcia, s'estrenyen en la base i estan pintades d'un roig del color de la fusta perquè semblen els pals que sostenen un tendal d'una immensa tenda de campanya convertida en un gran santuari amb sostre pintat de blau i esquitxat d'estreles daurades.
Més al nord de la Gran Sala, hi ha tres capelles decorades amb escenes rituals, ofrenes i processons, com les de les estàtues reials. En un passadís apareix el rei fent ofrenes a un Amon itifàl·lic. Una porta lateral dona accés a una cambra amb vuit columnes dedicades a Seker, el déu del món subterrani.
A la zona nord-est del temple hi ha la sala denominada <i>Jardí botànic</i> <i>de Tuthmosis III</i>, en què a les parets es representen flora i fauna exòtica que ell va observar, sobretot en les seues campanyes militars de Síria i Palestina. Des d'aquesta sala, adornada amb quatre columnes papiriformes, s'accedia al Sancta Sanctorum de l'Akhmenu. A les parets d'aquesta cambra hi havia vuit nínxols, cadascú amb una estàtua, segurament de l'Enèada tebana. Un altre nínxol més gran es reservava per al naos.